# Karácsond, Heves
Karácsond  este un sat în districtul Gyöngyös, județul Heves, Ungaria, având o populație de 3.133 de locuitori (2011). 

## Demografie
Componența etnică a satului Karácsond
     Maghiari (91,93%)
     Romi (6,83%)
     Necunoscut (0,44%)
     Alții (0,8%)
Componența confesională a satului Karácsond
     Romano-catolici (52,7%)
     Fără religie (15,64%)
     Reformați (3,96%)
     Necunoscută (26,72%)
     Alte religii (2,81%)
Conform recensământului din 2011, satul Karácsond avea 3.133 de locuitori. Din punct de vedere etnic, majoritatea locuitorilor (91,93%) erau maghiari, cu o minoritate de romi (6,83%). Apartenența etnică nu este cunoscută în cazul a 0,44% din locuitori.  Din punct de vedere confesional, majoritatea locuitorilor (52,7%) erau romano-catolici, existând și minorități de persoane fără religie (15,64%) și reformați (3,96%). Pentru 26,72% din locuitori nu este cunoscută apartenența confesională.